# Баторова, Ирина Валерьевна
Ири́на Вале́рьевна Ба́торова — российский бурятский балетмейстер, солистка Бурятского государственного национального театра песни и танца «Байкал», народная артистка Бурятии, заслуженная артистка Российской Федерации (2013).

## Биография
Родилась 22 декабря 1978 года. Танцами начала заниматься в возрасте 9 лет. После школы поступила в хореографическое училище в Улан-Удэ. Еще студенткой пришла танцевать в ансамбль «Бадма-Сэсэг». Окончила в 2001 году заочное отделение хореографии ВСГАКИ.
В театре театре танца «Байкал» работает с 1997 года, с 2003 года становится балетмейстером-репетитором. В 2004 году удостоена звания «Заслуженная артистка Республики Бурятия».
В 2007 году удостоена звания «Народная артистка Республики Бурятия». В 2010 году состоялся сольный концерт Ирины Баторовой «Забудь обо всём, просто танцуй…». В 2013 году Ирине было присуждено звание «Заслуженная артистка России». Руководитель детской школы танца «Уян Бэлиг» при театре «Байкал».
Участвовала в создании множества разноформатных успешных танцевальных проектов — от глубоко национальной мистерии «Угайм Сулдэ» до космополитичного «Блеска Азии».
Также является соавтором спектакля «Эхо страны Баргуджин Тукум».

## Награды и звания
- заслуженная артистка Российской Федерации (2013)[5]
- Народная артистка Бурятии (2007)
- Заслуженная артистка Бурятии (2004)
- Лауреат 2 степени III международного конкурса Венок
- Лауреат I степени цветок Байкала, Международный конкурс имени В. Абгалдаевой (2015 )
- Специальный приз «За сохранение народных традиций» (2015 )
- Лауреат 2 степени во Всероссийском конкурсе «Российский Восход» (20017)
- Золотая медаль в номинации «Сольный танец»  (2018)